# Palast der Republik
Der Palast der Republik (kurz: PdR) war ein Gebäude am historischen Lustgarten und Schloßplatz (bis 1994: Marx-Engels-Platz) auf der Spreeinsel im Berliner Ortsteil Mitte. Er ersetzte eine DDR-Aufmarschfläche für Militärparaden und wurde zwischen 1973 und 1976 nach Plänen von Heinz Graffunder und anderen auf einem 15.300 m² großen Teil des Geländes des ehemaligen Berliner Schlosses errichtet, dessen wiederaufbaufähige Ruine die SED 1950 unter internationalen Protesten sprengen ließ. Um den Platz für Militäraufmärsche zu erhalten, entstand der kostspielige Palast der Republik nur auf der Ostseite des historischen Schlossareals. Gegenüber befand sich das Außenministerium der DDR, in der Nachbarschaft sind der Berliner Dom und das Staatsratsgebäude. Der Palast der Republik war Sitz der Volkskammer und beherbergte eine große Zahl von Veranstaltungsräumen eines öffentlichen Kulturhauses.
Der Bau war nur 14 Jahre geöffnet und wurde 1990 mit der Begründung der Emission gesundheitsschädlicher Asbestfasern geschlossen. Von 1998 bis 2003 wurde der Bau deshalb bis auf den Rohbau abgetragen, vom Innenleben wurde bis auf Einrichtungsgegenstände nichts erhalten. Trotz temporärer Bespielungen galt ein Erhalt aufgrund von Kostenaufwand, Architekturqualität und ungeklärter Nachnutzungskonzepte sowohl politisch als auch in großen Teilen der Architekturwelt als weitgehend aussichtslos. Nach einem Beschluss des Deutschen Bundestages von 2003 wurde das Bauwerk von Anfang Februar 2006 bis Anfang Dezember 2008 abgerissen. Der Abriss war aus zeitgeschichtlichen, kulturellen und politischen Gründen umstritten. Im März 2013 begann an seiner Stelle der Wiederaufbau des Berliner Schlosses. Genutzt wird es durch das Humboldt Forum, das 2020 eröffnet wurde.

## Entstehung

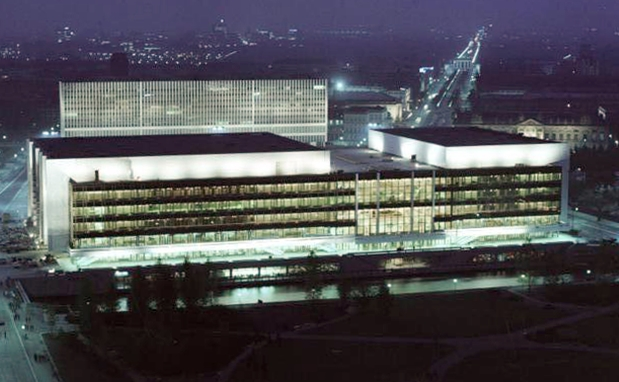
Rückseite am Abend, 1976

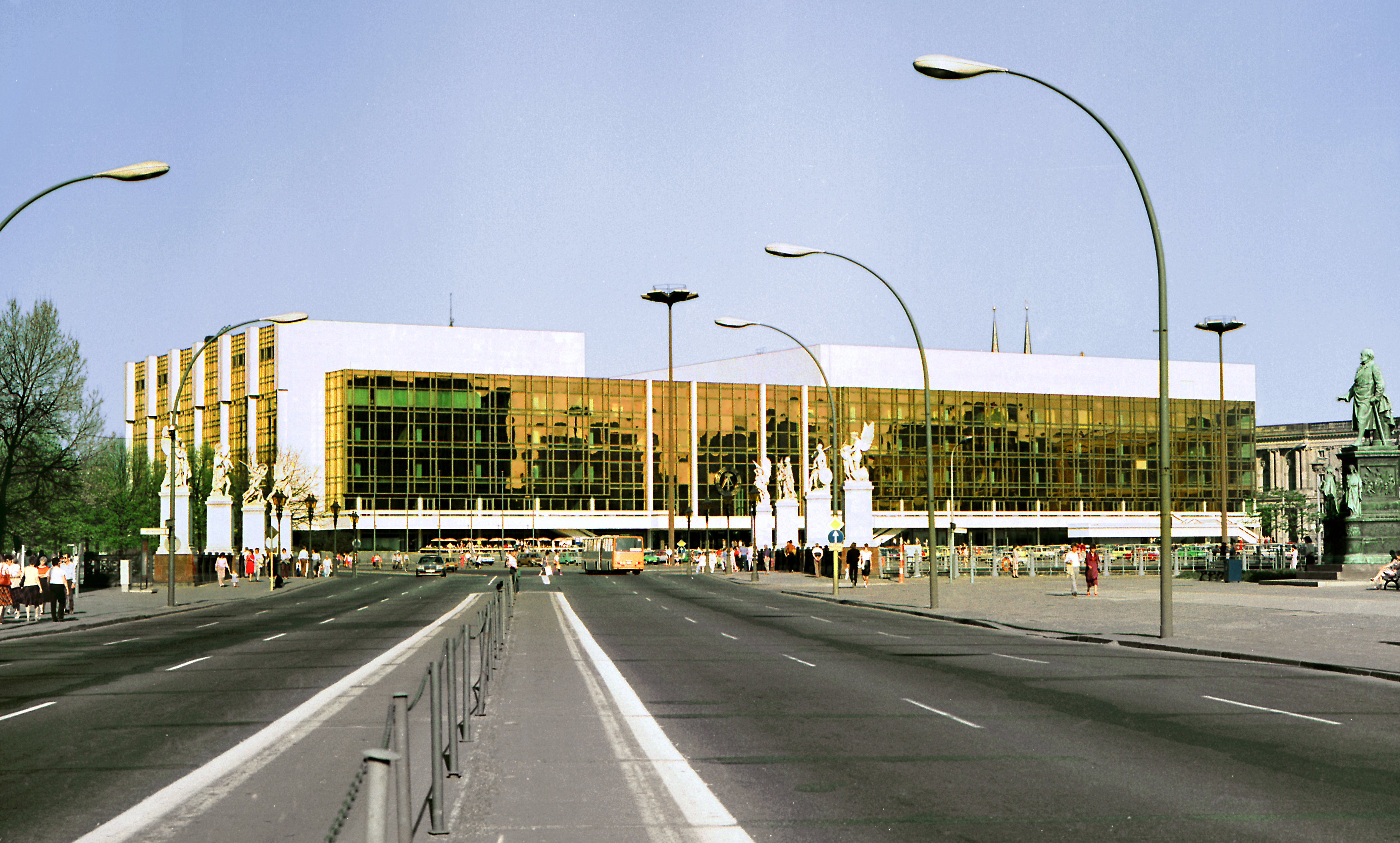
Palast der Republik, 1986

Der Palast der Republik wurde am 23. April 1976 nach 32-monatiger Bauzeit eröffnet. Bei der Festveranstaltung zur Eröffnung war die damalige Staats- und Parteispitze der DDR fast vollzählig versammelt, neben Darbietungen von Angehörigen der Pionierorganisation Ernst Thälmann und der FDJ sprach auch Hans-Peter Minetti einen feierlichen Monolog. Die als Ersatzbau des Zentralen Regierungshochhauses der DDR geplante Anlage war ab dem 25. April für die Öffentlichkeit zugänglich.
Unter dem Chefarchitekten Graffunder und seinem Stellvertreter Karl-Ernst Swora haben die Bereichsarchitekten Wolf-Rüdiger Eisentraut (Foyer), Günter Kunert (Volkskammer), Manfred Prasser (Großer Saal) und Heinz Aust (Spreeterrassen) gearbeitet. Offiziell wurden die Baukosten mit 485 Millionen Mark angegeben, nach einer internen Aufstellung des Ministers für Bauwesen, Wolfgang Junker, waren es rund 800 Millionen Mark und nach anderen Schätzungen soll es eine Milliarde Mark gewesen sein.
Bis zu 5000 Tonnen Spritzasbest – dies entspricht rund 720 Tonnen Rohasbest – wurden beim Bau aufgebracht, um der tragenden Stahlkonstruktion des Gebäudes den bautechnisch vorgeschriebenen Feuerwiderstand zu geben. Und das, obwohl die insbesondere von Spritzasbest ausgehenden Gefahren zum Zeitpunkt des Baus bereits bekannt und die Technologie in der DDR bereits seit 1969 explizit verboten waren. Die SED hatte speziell für den Bau des Palastes eine Ausnahme vom Verbot verfügt.
Das Baugelände des Palastes war Teil des Grundstücks des im Zweiten Weltkrieg ausgebrannten Berliner Stadtschlosses, dessen Ruine 1950 auf Beschluss des III. Parteitags der SED trotz gesamtdeutscher und internationaler Proteste zugunsten eines Aufmarschgeländes gesprengt worden war. Das abgeräumte Schlossareal wurde am 1. Mai 1951 gemeinsam mit dem ehemaligen Lustgarten und dem Schloßplatz in Marx-Engels-Platz umbenannt, mit einer Tribüne versehen und 23 Jahre lang als Fest- und Aufmarschplatz (insbesondere Militärparaden am 1. Mai) sowie als Parkplatz genutzt. Um den Platz für Aufmärsche zu erhalten, entstand der Palast der Republik nur auf der Ostseite des Schlossareals; zwischen Palast und Spreearm (Kupfergraben) verblieb eine große Freifläche. Die Erschütterungen der schweren Fahrzeuge bei den Militärparaden gefährdeten allerdings die Glasfassade des Palastes der Republik, weswegen die Organisatoren die Paraden in die Karl-Marx-Allee verlegten. Die Fläche vor dem Palast der Republik diente dann hauptsächlich als Parkplatz.

## Lage und Baubeschreibung

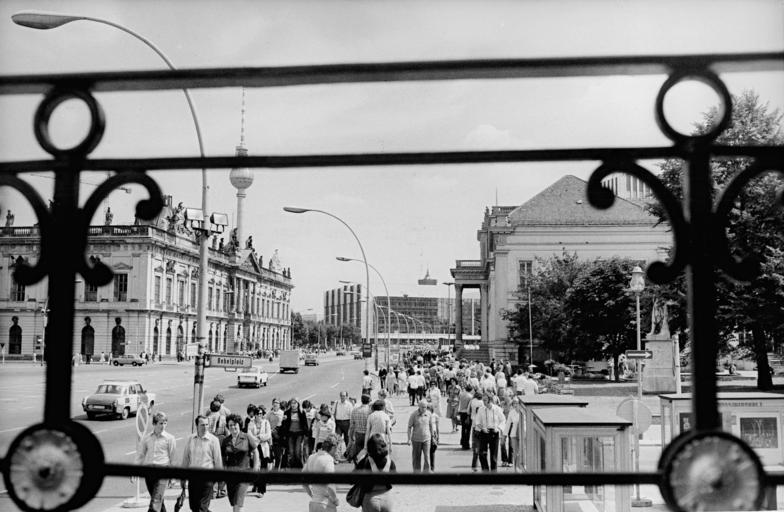
Sicht von Westen, 1979

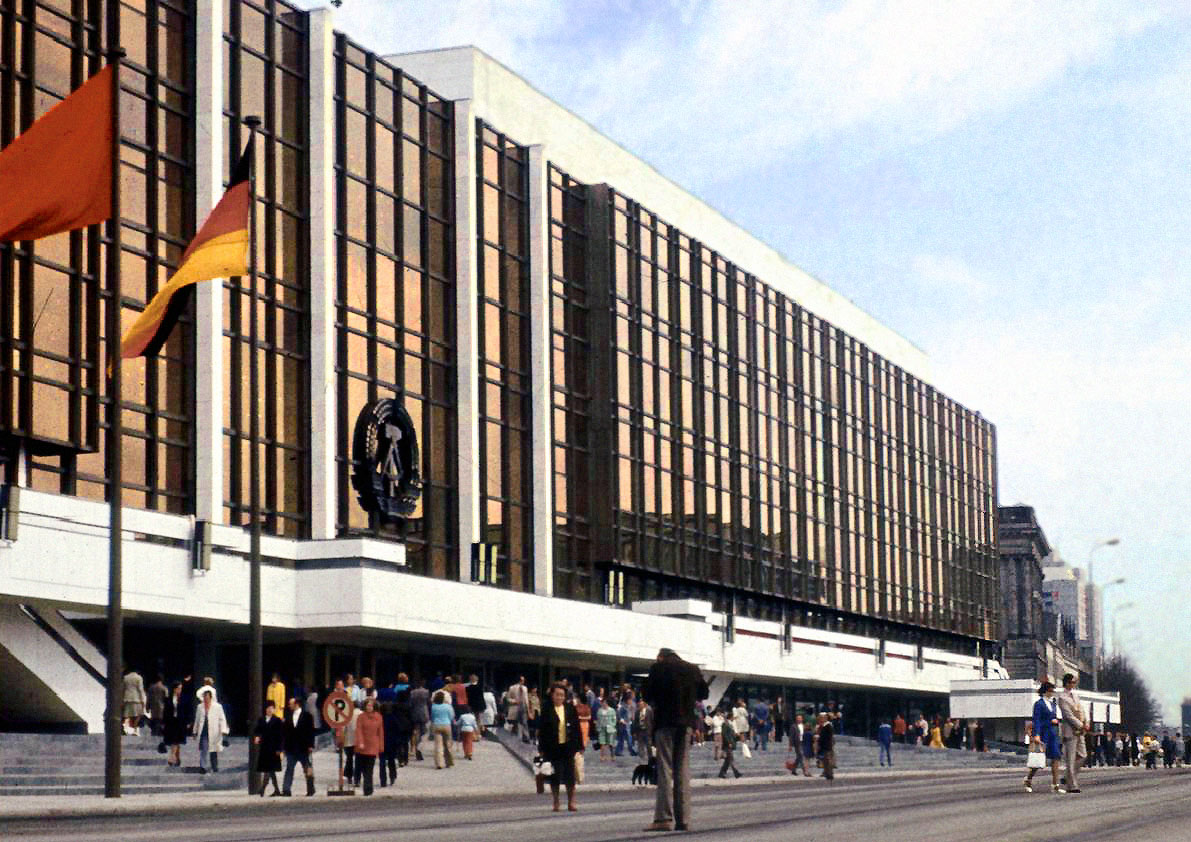
Westfront in den 1980er Jahren

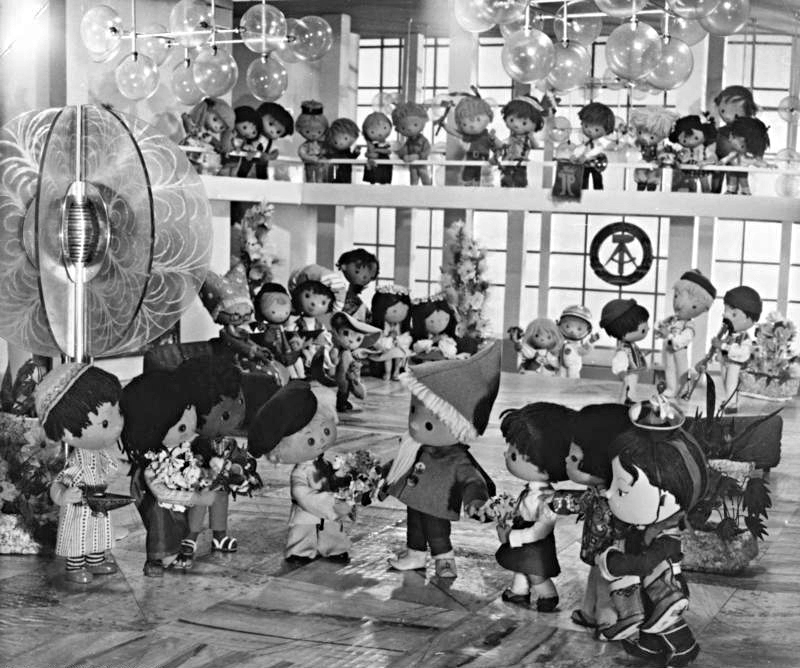
Unser Sandmännchen, die Trickfilmfigur aus dem DDR-Fernsehen, begeht seinen 25. Geburtstag im Palast der Republik vor der „gläsernen Blume“, 1984

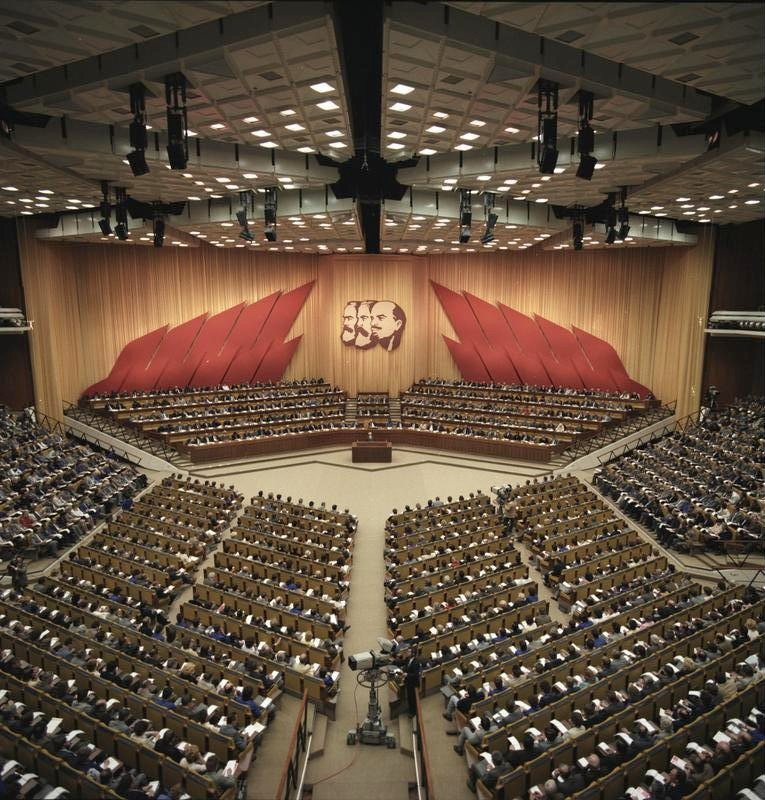
Eröffnung des XI. Parteitages der SED, 1986

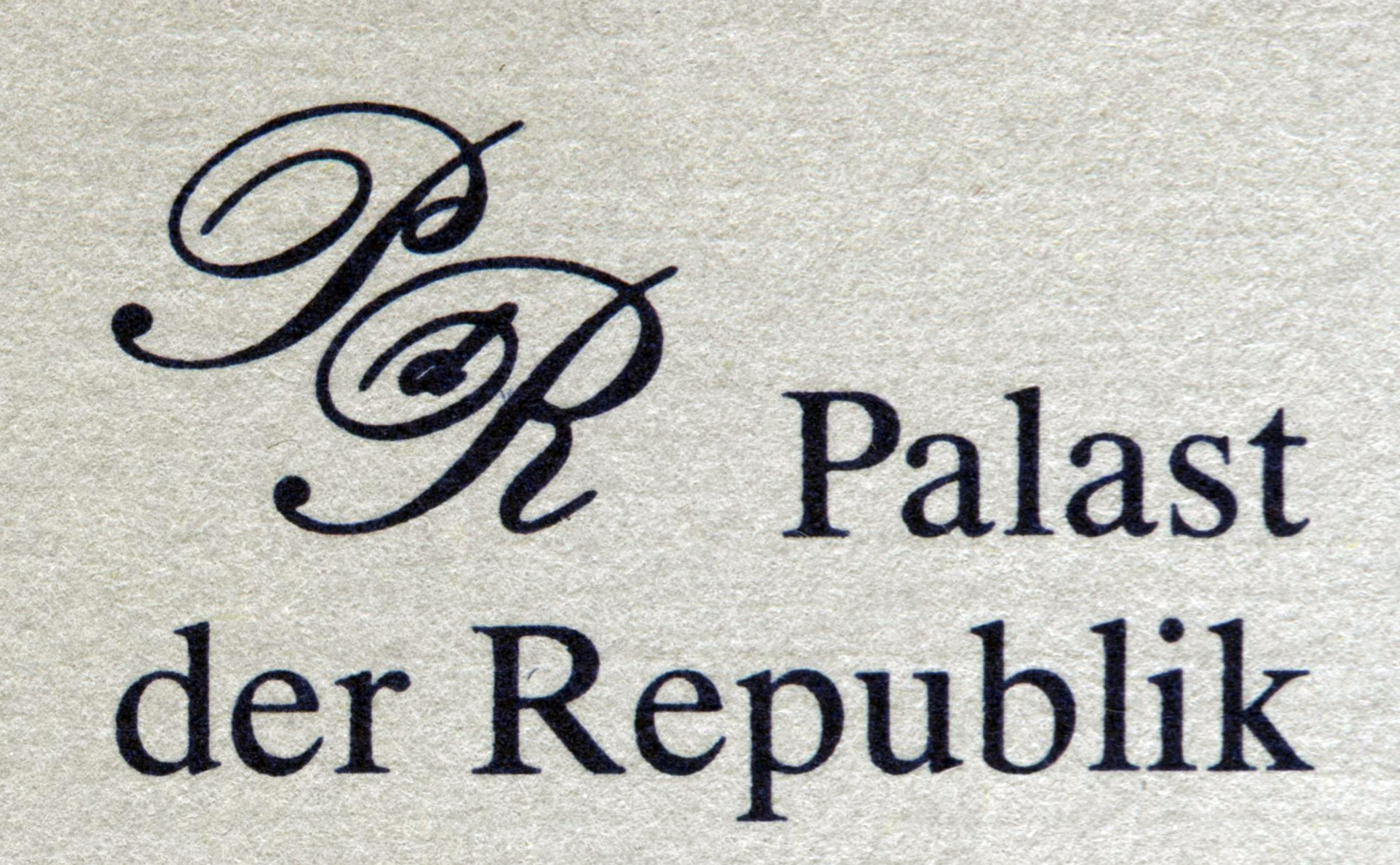
Signet des Palastes der Republik

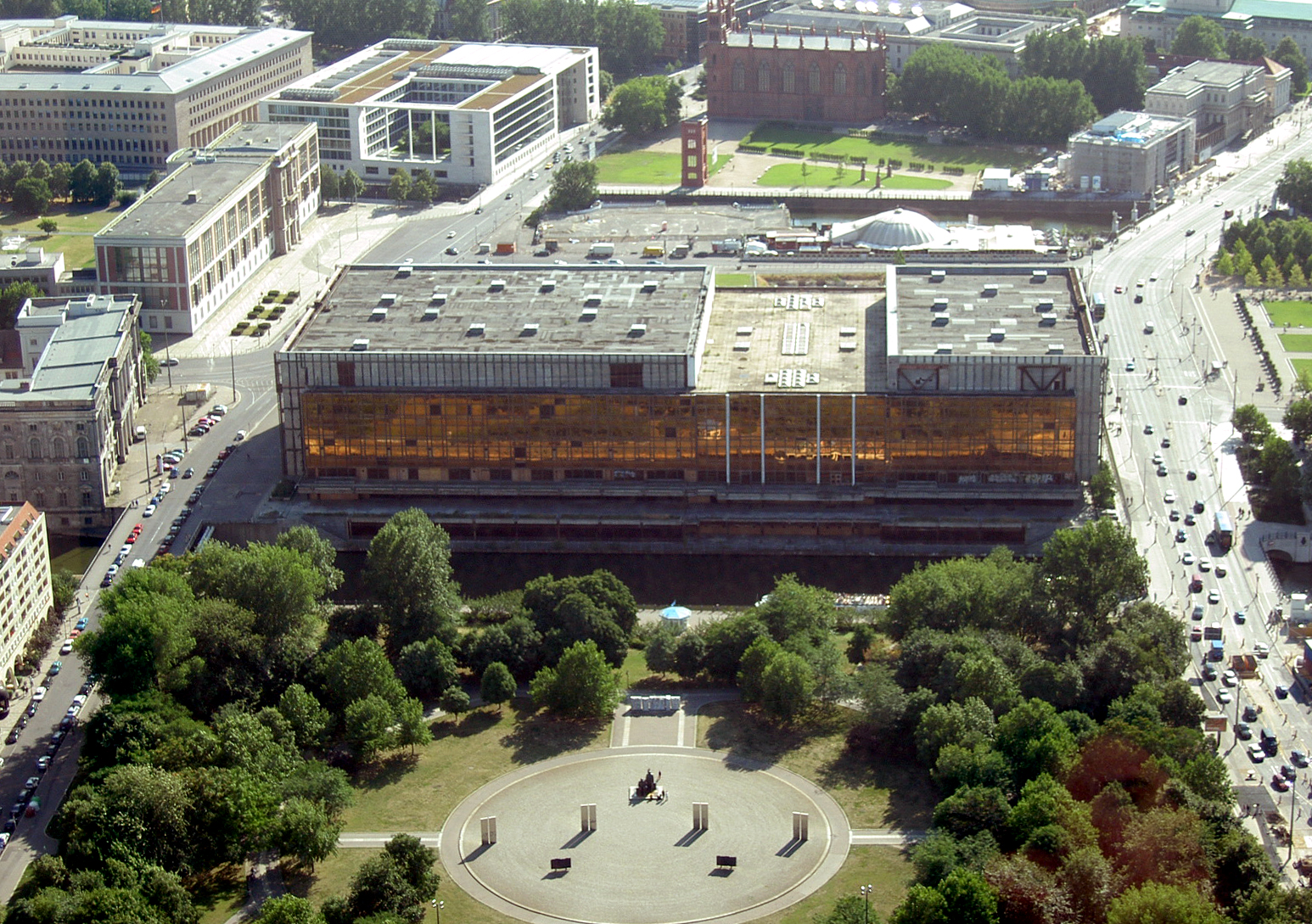
Ostseite (von der Panoramaplattform des Fernsehturms), mit Marx-Engels-Forum, 2003

Der Palast der Republik stand zwischen der Karl-Liebknecht- und der Rathausstraße neben dem Neuen Marstall, gegenüber dem Lustgarten und dem Berliner Dom, direkt am Spreeufer. Ganz in der Nähe befand sich das Staatsratsgebäude der DDR, in das 2006 die European School of Management and Technology sowie die Hertie School of Governance einzogen.
Hinter dem Palast der Republik befanden sich jenseits der Spree das inzwischen veränderte Marx-Engels-Forum und der Berliner Fernsehturm. In der Nähe stand auch das Rote Rathaus, heute Sitz des Berliner Senats, und das Forum des Alexanderplatzes.
Das Gebäude bestand aus zwei massiven Außenblöcken und einem dazwischen eingefügten Mittelstück, die dem Gebäude zusammen die Form eines Quaders mit einer Länge von 180 m, einer Breite von 85 m und einer Höhe von 32 m gaben. Die Höhe orientierte sich an der des benachbarten Marstalls und des Staatsratsgebäudes. Es stand in der Sichtachse des Boulevards Unter den Linden und war der erste freitragende Stahlskelettbau in der DDR.
In der Mitte seiner Hauptfassade war als Schmuck das mehrere Meter hohe, in Kupfer getriebene DDR-Staatswappen angebracht. Es wurde noch vor der deutschen Wiedervereinigung am 5. Juni 1990 auf Beschluss der frei gewählten Volkskammer demontiert.

## Volkspalast und seine Einrichtungen

### Nutzungskonzept
Dem Bau des Palastes der Republik lag das Konzept eines Volksheimes oder Volkshauses zugrunde, das im 19. Jahrhundert vor allem von der sozialistischen Arbeiterbewegung verfochten und etwa in Belgien, Frankreich (Centre Georges-Pompidou), den Niederlanden oder Schweden (Kulturhuset in Stockholm) zu umfangreichen Bauten führte. Vor allem in der jungen Sowjetunion wurden Kulturhäuser zu Symbolen der neuen Staatsmacht. In Deutschland bauten bis 1933 („Machtergreifung“ der Nationalsozialisten) vor allem die Gewerkschaften solche Anlagen. In der DDR wurde die Aufgabe des Kulturhauses oder Kulturpalastes zu einer eigenständigen Richtung der Architekturtheorie.

### Räume und Kultureinrichtungen
- Der Kleine Saal des Palastes war Sitz der Volkskammer.
- Der Große Saal des Palastes diente als Veranstaltungsraum für große Kulturveranstaltungen. Er hatte die Form eines symmetrischen Sechsecks mit 67 m Breite und 18 m Höhe. Hubeinrichtungen ermöglichten verschiedene Höhen der Bühne für verschiedene Kongress- oder Konzertzwecke. Die Aktionsfläche war somit von 170 bis 1000 m² wandelbar. Sechs schwenkbare Parkettteile, absenkbare Deckenplafonds und flexible Trennwände ermöglichten eine äußerst variable Einrichtung und Bestuhlungen zwischen etwa 1000 und 4500 Plätzen. Die Größe des Saals war auf die Delegiertenzahl der 1976, 1981 und 1986 dort stattfindenden SED-Parteitage abgestimmt. Im großen Saal wurden viele Ausgaben der DDR-Fernsehunterhaltungssendung Ein Kessel Buntes aufgezeichnet.
- Das Hauptfoyer lud vor allem an Wochenenden oder Fest- und Feiertagen zu verschiedenen Kulturveranstaltungen wie Auftritte von Musikern (Blasmusik, auch Popmusik), Amateurtanz oder Modenschauen.[7]
- In weiteren Foyerbereichen gab es Familienveranstaltungen (‚Tag der Familie‘, ‚Tag der Solidarität‘).[7]
- Im ersten, zweiten und dritten Geschoss gab es folgende gastronomische Einrichtungen: Milchbar, Espresso- und Moccabar (1. Etage), Lindenrestaurant, Spreerestaurant, Palastrestaurant und Foyerbar (2. Etage), Bierstube, Weinstube, Jugendtreff mit Diskothek und Spreebowling (Bowlingbahn mit Imbissmöglichkeiten; 3. Etage).[7] Gastronomische Höhepunkte waren regelmäßig stattfindende Tage der Gastronomie der Bezirke der DDR und der verbündeten Länder in den drei großen Restaurants.
- Das Hauptfoyer im zweiten und dritten Stockwerk war zugleich die Palast-Galerie mit 16 Monumentalbildern bekannter DDR-Künstler, darunter Willi Sitte, Walter Womacka, Wolfgang Mattheuer und andere. Das von Fritz Cremer gefundene Motto: „Dürfen Kommunisten träumen?“ stellte sowohl die zur Gestaltung der Galerie eingeladenen Künstler als auch die politisch motivierten Auftraggeber zufrieden.[8][9]
- Das Theater im Palast (TiP) bot ab 1976[10] Inszenierungen klassischer Theaterstücke, aber auch Gegenwartsdramatik, musikalisch-literarische Abende, Schriftstellerlesungen oder Kammer- und Gitarrenkonzerte. Das TiP verfügte über eine mobile Studioregieanlage für Ton, Licht und Regie (Design: Jürgen Frenkel).[7]
- Bemerkenswert waren ein – auch sonntags geöffnetes – Postamt sowie die oft gezeigte Gläserne Blume der Magdeburger Künstler Reginald Richter und Richard O. Wilhelm sowie aus Schweden importierter weißer Marmor im Foyer. Nach Intention der Künstler stellt die Gläserne Blume allerdings einen Gläsernen Baum dar. Die Umdeutung in eine Blume geht auf eine Äußerung Erich Honeckers zurück, die dann allgemein übernommen wurde.[11]
- In einem nicht öffentlich zugänglichen Bereich befanden sich die Arbeitsräume der Volkskammer.

### Künstlerische Ausstattung
Die Räumlichkeiten des Gebäudes waren nach einem einheitlichen künstlerischen Konzept mit in der Regel anspruchsvollen und hochwertigen künstlerischen und kunsthandwerklichen Arbeiten ausgestattet, die speziell dafür in Auftrag gegeben worden waren. Nach dem Abriss des Hauses wurde zumeist nur noch über die großformatigen Gemälde der Palast-Galerie und die Gläserne Blume im Foyer gesprochen, während andere gewichtige Werke in Vergessenheit gerieten, darunter u. a. große Gobelins in den Gaststätten und viele Gemälde, Grafiken, keramische, metallgestalterische und holzkünstlerische Arbeiten.

### Auftritte
Die Vielzahl der Veranstaltungen im Palast der Republik ist kaum zu rekonstruieren. Auftritte von internationalen Künstlern wie beispielsweise Santana, Harry Belafonte, Mireille Mathieu, Katja Ebstein, Miriam Makeba, Helen Schneider, Herman van Veen, Mikis Theodorakis, Mercedes Sosa, Czesław Niemen u. v. a. fanden meist im Großen Saal statt. Etliche wurden (zeitversetzt und oft gekürzt) im Fernsehen der DDR übertragen.
Auch zum Rock für den Frieden fanden Konzerte u. a. von den Puhdys, Stern-Combo Meißen, Karat, Pankow, Stefan Diestelmann, Bernd Kleinow, Jürgen Kerth und Engerling, City, Silly, Berluc, Express und Drei sowie Amateurbands wie Bromm Oss statt. 1987 waren es hier 20.000 Zuschauer und 65 Bands. Zu den Bands und Musikern aus Westeuropa gehörten u. a. Udo Lindenberg, Latin Quarter und Tom Robinson, der mit der DDR-Band NO 55 spielte.
Am 31. Januar 1980 traten Tangerine Dream als vermutlich erste West-Berliner Band in der DDR auf. Das Konzert fand im Rahmen der DT64-Jugendkonzerte im Großen Saal statt und erntete internationale Beachtung.
Am 25. Oktober 1983 wurde überraschend dem westdeutschen Rocksänger Udo Lindenberg ein 15-minütiger Auftritt im Palast der Republik vor ausgewähltem FDJ-Publikum erlaubt, nachdem er in seinem Lied Sonderzug nach Pankow darüber geklagt hatte, dass ihm Auftritte in der DDR versagt blieben. Der Auftritt mit vier Titeln erfolgte im Rahmen einer Abschlussgala zu einer über dreiwöchigen DDR-Tour mehrerer internationaler Künstler unter dem Motto „Für den Frieden der Welt! Europa darf kein Euroshima werden! Weg mit dem NATO-Raketenbeschluß!“. Udo Lindenberg war nur einer von vielen, deren Prominentester Harry Belafonte war. Die kurz zuvor in Aussicht gestellte DDR-Tournee wurde Lindenberg dann aber doch nicht genehmigt; auch nicht, als er 1987 eine Lederjacke an Erich Honecker verschenkte und im Gegenzug eine Schalmei (die Erich Honecker als Jugendlicher gespielt hatte) erhielt.
Zu einem Eklat kam es im Januar 1984, als sich die westdeutsche Band BAP weigerte, einen speziell für diese Tour geschriebenen Titel (Deshalv spill’ mer he) aus dem Programm zu streichen. Sie reiste am Vorabend des geplanten Auftaktkonzerts einer Tournee mit 14 Konzerten ab.
1987 wurde hingegen dem ZDF anlässlich des Besuchs Erich Honeckers in der BRD gestattet, eine Ausgabe des Polit-Magazins Kennzeichen D als Livesendung aus dem Palast der Republik zu übertragen, bei der Dirk Sager ein Interview mit Egon Bahr führte. Eine derartige Offenheit der Presseverantwortlichen der DDR gegenüber Politikjournalisten aus der BRD galt damals als Sensation.
Im Jahr 2004 fand nach einem Beschluss des Berliner Senats zum Abriss des Palastes der Republik ein Konzert der Band Einstürzende Neubauten statt.

## Entwicklung ab 1990

### Schließung und Asbestsanierung
Im Jahr 1990 wurde der Palast wegen Asbestverseuchung geschlossen. Wie bereits erwähnt, wurde beim Bau ein früher international übliches Verfahren für Stahlskelettbauten angewendet, das in der DDR aber bereits seit 1969 verboten war. Eine Ursache für das besondere Ausmaß der Asbestverseuchung lag darin, dass nach Abschluss und Austrocknung des Spritzasbestes (ca. 1974) die verantwortlichen Statiker eine zusätzliche Verstärkung der Hauptträger der Stahlkonstruktion anordneten. Dies war aufgrund von Änderungen der Lastverhältnisse am Bau dringend erforderlich. Hierzu musste per Handarbeit der ausgetrocknete Spritzasbest örtlich abgeschlagen werden, damit die zusätzlichen Stahlträger angeflanscht werden konnten. Der aufgerissene Asbestmantel wurde nach Anbindung der Zusatzträger zwar wieder mit Spritzasbest verschlossen, dies geschah allerdings nur unzureichend. Bereits zu seiner Bauzeit war davor gewarnt worden, die Stahlkonstruktion mit Spritzasbest gegen Feuer zu isolieren. Als absehbar war, dass nach der deutschen Wiedervereinigung europäische und bundesdeutsche Arbeitsschutz- und Gesundheitsnormen auch in Berlin gelten würden, wurde der Palast am 19. September 1990 auf Anweisung der Regierung der DDR geschlossen. Eine Sanierung wurde aus verschiedenen Gründen zu diesem Zeitpunkt nicht geplant. Sie sollte 400 Millionen DM kosten.
Zwischen 1998 und 2003 entsorgten Spezialfirmen den im Baukörper vorhandenen Asbest. Der Auftrag dafür wurde für eine Pauschalsumme von 35 Millionen Euro vergeben. Während der Asbest-Entsorgung musste die gesamte Inneneinrichtung entfernt werden; danach befand sich der Baukörper im Rohbau-Zustand. Die Entsorgung erfolgte so, dass danach sowohl ein Abriss als auch eine Sanierung möglich waren.
Die zahlreichen und häufig einmaligen Ausstattungsstücke des Palastes mit dem Logo PdR wurden zu großen Teilen verkauft oder in Auktionen angeboten.

### Totalumbau versus Abriss und Neubau

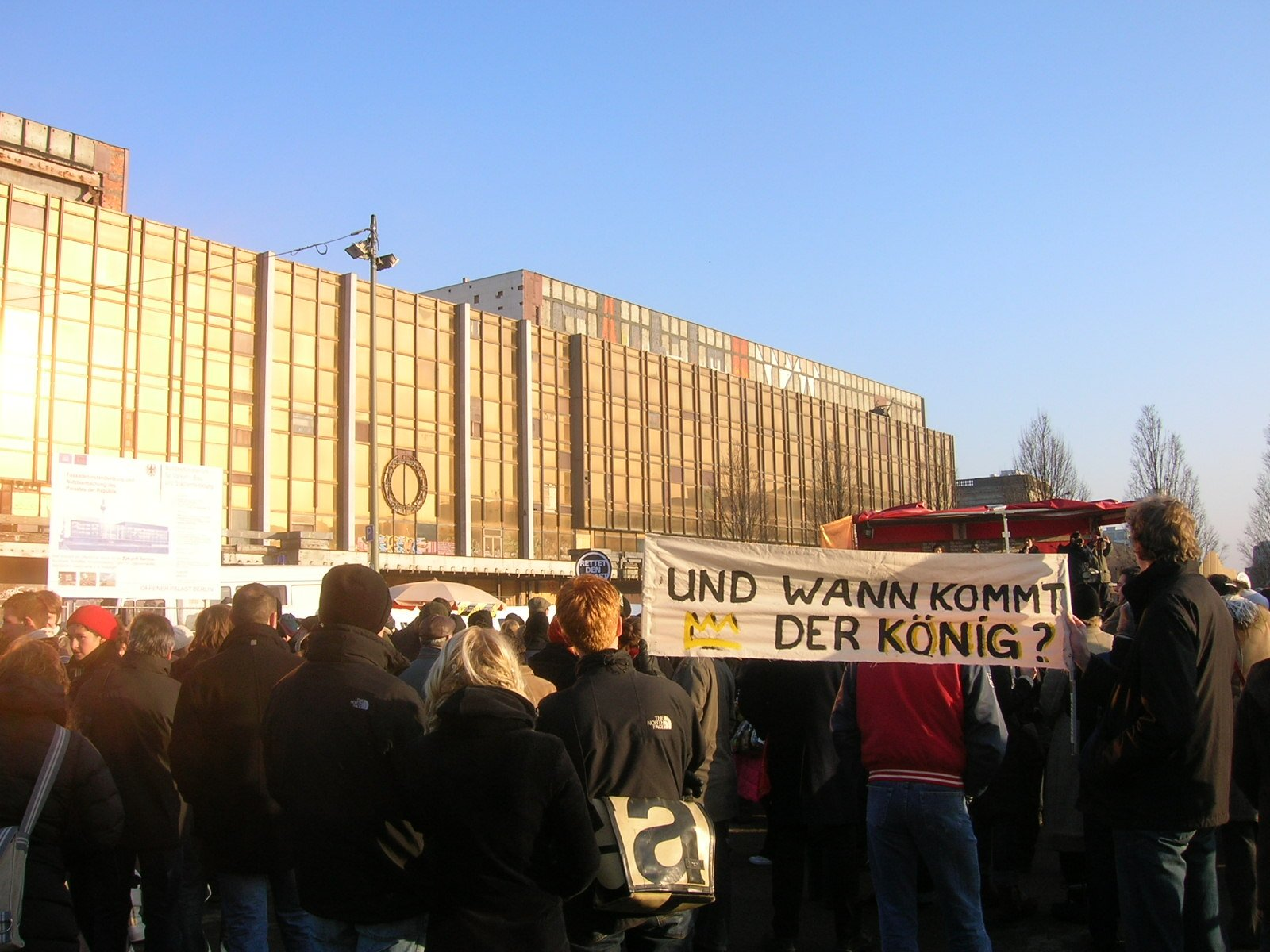
Proteste gegen den Abriss, 2006

Die stadtplanerische Entwicklung des Berliner Schloßplatzes war aufgrund der zentralen Lage des Platzes und der geschichtlichen Bedeutung von Schloss und Palast seit der deutschen Wiedervereinigung Gegenstand intensiver Diskussionen.
Die gesellschaftliche Diskussion zum Umgang mit dem Palast der Republik wurde eröffnet mit der Denkschrift Berlin: Zur Restitution von Stadtraum und Schloß von Goerd Peschken und Frank Augustin u. a. Der in der Schrift veröffentlichte und erläuterte Entwurf basierte ausdrücklich auf der Erhaltung des Palasts der Republik mittels Anfügung eines Baukörpers, der das Schloss Berlin darstellt. Der Entwurf wurde in einer Studio-Ausstellung in der Akademie-Galerie im ehemaligen Marstall vom 11. bis 26. Januar 1992 präsentiert und am 25. Januar 1992 dort öffentlich diskutiert.
Nach diesem Entwurf sollte die Wiedergewinnung der städtebaulich einzigartigen, aber eben auch sehr beschädigten Situation in drei Transformationsstufen realisiert werden. Die erste Transformation wurde in der Studio-Ausstellung im Maßstab 1:20 vorgestellt, sie war Grundlage für die spektakuläre Aktion des Vereins zum Wiederaufbau des Schlosses, die Errichtung einer Schloss-Simulation im Sommer 1993 am Palast der Republik im Maßstab 1:1. Die „Schloss-Attrappe“ stand bis Herbst 1994 und trug entscheidend zu einem psychologischen Stimmungswandel Pro Wiederaufbau des Schlosses bei. In der verkürzten Diskussion um Pro und Kontra verlor das im Wesentlichen aus einem Kompromiss bestehende Konzept von Goerd Peschken und Frank Augustin politisch an Bedeutung.
Bei der Entscheidung zwischen Wiederaufbau oder Abriss des Palastes der Republik standen sich im Wesentlichen zwei Gruppen gegenüber: Die Fraktion der Befürworter eines Abrisses sah darin die Chance zur Wiederherstellung der historischen Mitte Berlins. Ein Verlust des Palastes wurde unter Verweis auf Kostenaufwand, Architekturqualität und ein nicht geklärtes Nachnutzungskonzept als hinnehmbar angesehen.
Als einziges Mitglied der Expertenkommission Historische Mitte Berlin gab Bruno Flierl ein Votum gegen den Schlossneubau und für den Erhalt des Palastes der Republik ab. Gregor Gysi besetzte das Dach des Gebäudes, um gegen den Abriss zu protestieren. Nach mehreren Architekturwettbewerben beschloss der Bundestag 2003 den Abriss des Palastes sowie die zwischenzeitliche Anlage einer Grünfläche bis zur Errichtung des Humboldt Forums. Dieses sollte die Museen außereuropäischer Kulturen (bis dahin in Berlin-Dahlem), die Zentral- und Landesbibliothek Berlin und die wissenschaftshistorischen Sammlungen der Humboldt-Universität aufnehmen. Die der Spree abgewandten Fassaden sollten nach dem Vorbild der barocken Fassaden des 1950 gesprengten Berliner Schlosses rekonstruiert werden, was so auch geschah.
Der Palast der Republik war kein eingetragenes Denkmal. Dennoch war im Berliner Denkmalamt 1991/1992 ein unveröffentlichtes, stark umstrittenes Gutachten entstanden, das seinen Denkmalwert analysierte, ihn als Zeitdokument würdigte, seine Bedeutung für das Stadtbild und ein Interesse der Öffentlichkeit an seiner Erhaltung betonte. In der Diskussion um Erhalt oder Abriss des Palasts spielten Denkmalaspekte keine Rolle, da das Gebäude für die Asbestbeseitigung bis auf den Rohbau abgetragen werden musste.

### Zwischennutzungen vor dem Abriss

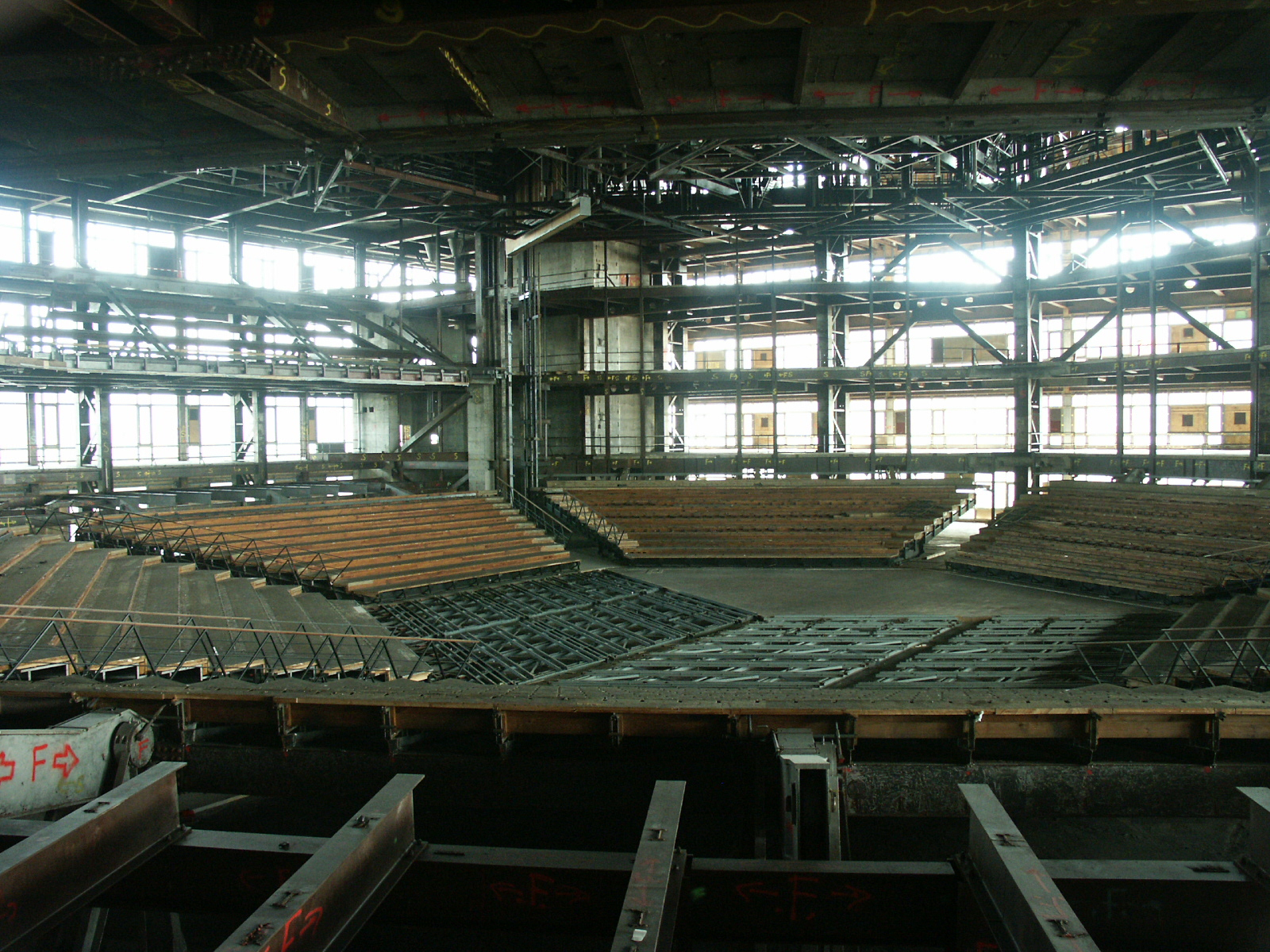
Im Inneren am 9. Oktober 2004

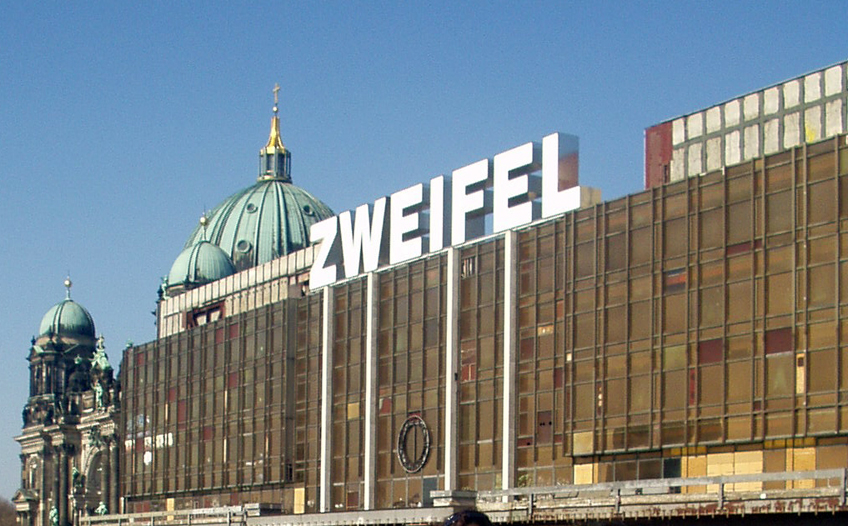
Palast des Zweifels, 2005

Im Frühjahr 2004 begannen Zwischennutzungen des entkernten Palastes der Republik unter der Bezeichnung Volkspalast. Dazu gehörten Kunstausstellungen und Theateraufführungen, die im Innenraum mit Hilfe provisorischer Zuschauertribünen stattfanden. Bei dem Projekt Fassadenrepublik konnten die Besucher den teilweise gefluteten Palast im Schlauchboot erkunden.
Am 26. Januar 2005 installierte der norwegische Künstler Lars Ramberg auf dem Dach des Palastes mehr als sechs Meter hohe neonbeleuchtete Buchstaben, die das Wort „ZWEIFEL“ bildeten. Der Schriftzug diente als Logo für das Projekt Palast des Zweifels. Die Aktion lief bis zum 10. Mai 2005. Ramberg wollte mit diesem Projekt die Diskussionen um den Palast fördern und mit dem Diskurs um verlorengegangene Utopien, dem Suchen nach neuen Perspektiven und Identitäten verbinden.
Mit der Ausstellung Fraktale entstand in der Mitte des Palastes ein großer weißer Raum. Die Ausstellung White Cube Berlin versuchte, anhand dieses Raumes mit international renommierten Künstlern die neue Nutzung den Abrissplänen entgegenzustellen. Diese letzte Zwischennutzung des Baus (bis Dezember 2005) und der Prozess des Aufbaus des White Cube wurden im Dokumentarfilm AltlastPalast dargestellt.

### Abriss zwischen 2006 und Ende 2008
Der Abriss des Palastes der Republik verschob sich mehrfach. Am 19. Januar 2006 lehnte der Deutsche Bundestag Anträge von Bündnis 90/Die Grünen und der damaligen Linkspartei PDS zur Verschiebung des Abrisses bzw. zur Erhaltung des Bauwerks ab. Der Petitionsausschuss des Deutschen Bundestages behandelte 880 Einwände gegen den Abriss, die allesamt abgelehnt wurden.
Nach Terminen im Frühjahr 2005 und im Oktober 2005 wurde das Gebäude ab dem 6. Februar 2006 mithilfe von fünf Kränen zurückgebaut. Eine Sprengung des Gebäudes kam nicht infrage, weil Beschädigungen umliegender Gebäude durch den Auftrieb der Bodenwanne und das dadurch bedingte Absinken des Grundwasserspiegels zu befürchten waren. Stattdessen wurde das abgetragene Material gewogen und das gleiche Gewicht an mit Wasser versetztem Sand in die Bodenwanne geleitet. Die Kellergeschosse des Palastes der Republik blieben vollständig erhalten und sollen bei einer Neubebauung genutzt werden.
Die Abrissarbeiten sollten ursprünglich Mitte 2007 abgeschlossen sein. Im Laufe der Arbeiten stellten die beauftragten Firmen an mehreren Stellen weiteres asbesthaltiges Material fest. Der Abriss verlangsamte sich dadurch deutlich. Am 2. Dezember 2008 wurde der letzte Gebäudeteil des Palastes abgerissen. Die Zusatzkosten in Höhe von bislang 9,9 Millionen Euro musste der Bund übernehmen. Der Abriss erfolgte nach Ausschreibung durch die Arbeitsgemeinschaft Rückbau Palast der Republik, bestehend aus den Unternehmen Ludwig Freytag GmbH & Co. KG, Bunte Bauunternehmung GmbH & Co. und Jaeger Umwelttechnik GmbH & Co. KG.
Nach Abschluss der Abrissarbeiten wurde das Kellerbecken des Palastes mit 20.000 m³ Sand aufgefüllt. Die Fläche wurde begrünt, als Zwischenlösung bis zum Wiederaufbau des Berliner Stadtschlosses als Humboldt Forum. Die Bauarbeiten zum Berliner Stadtschloss begannen im März 2013. Am 12. Juni 2013 legte Bundespräsident Joachim Gauck den Grundstein. Auf dem direkt anschließenden Areal der ehemaligen Schloßfreiheit war von September 2008 bis August 2010 die „Temporäre Kunsthalle Berlin“ öffentlich zugänglich.
Die insgesamt 78.000 t abgetragenen Baumaterialien bestanden aus:
- 56.600 t Beton
- 19.300 t Stahl und Eisen
- 0.0500 t Glas (rund 8.200 m²)
- 0.0600 t Ziegel und Holz
- 01.000 t Bitumengemische, Kunststoffe und Dämmstoffe
- 0.0200 t besonders überwachungsbedürftige Stoffe, die wegen der Asbestanteile getrennt entsorgt werden mussten.[30]

Der schwedische Stahl der Grundkonstruktion wurde eingeschmolzen und nach Dubai für den Bau des Burj Khalifa verkauft. Weiterer Stahl konnte von Volkswagen für den Bau von Motorenblöcken für den Golf VI verwendet werden.
Die Asbestsanierung und der Rückbau kosteten nach einem Bericht des seinerzeitigen Bundesministeriums für Verkehr, Bau und Stadtentwicklung rund 119 Millionen Euro, davon:
- Asbestsanierung: 80,3 Millionen Euro
- Honorar für Sonderfachleute: 6,5 Millionen Euro
- Abriss: 32 Millionen Euro (veranschlagt waren 12 Millionen Euro)

Hinzu kamen 118.000 Euro für die Begrünung (Rasenfläche) und den Bau von Holzstegen für die Übergangszeit bis zum Baubeginn des Humboldt Forums.

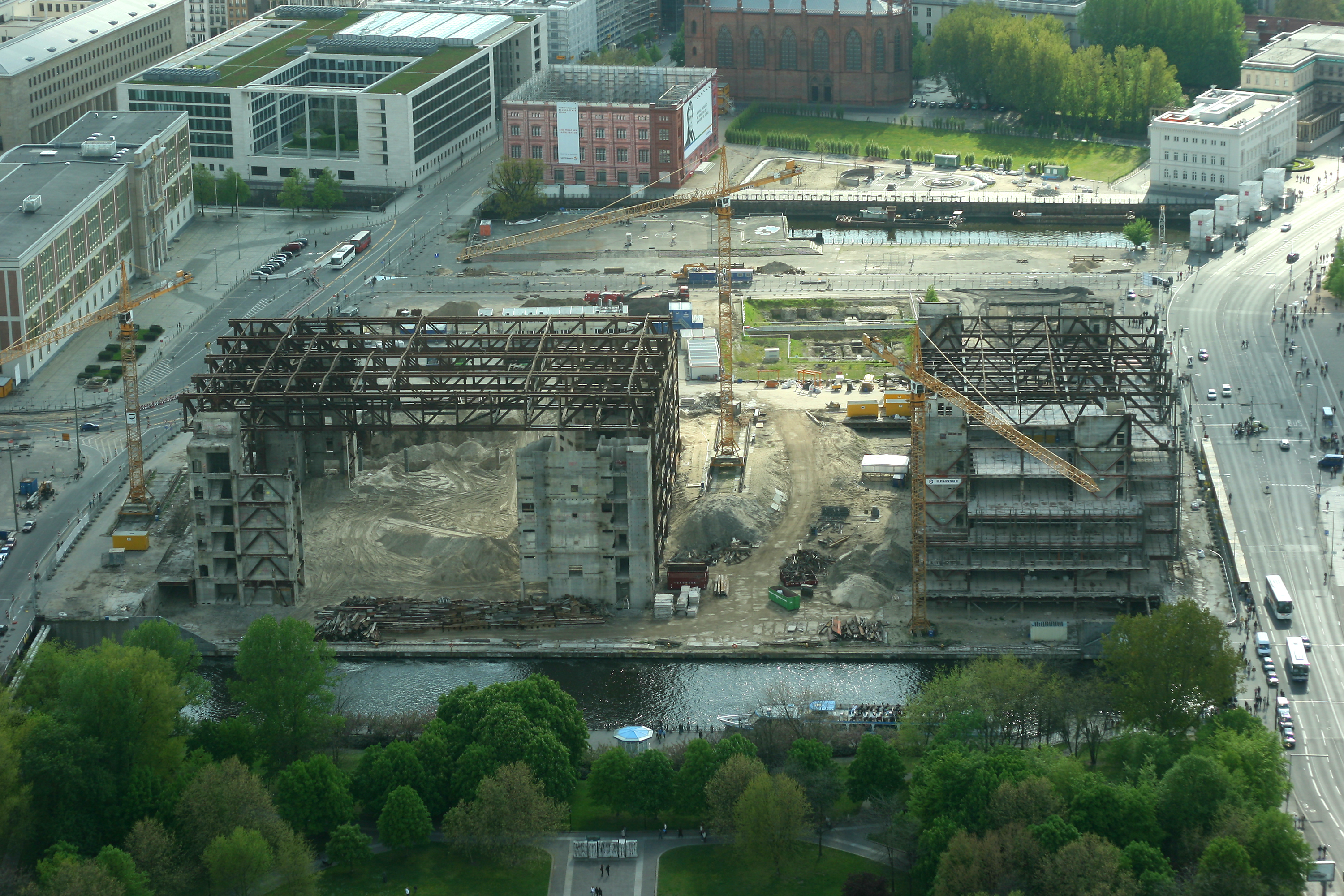
Abrissarbeiten, 2008
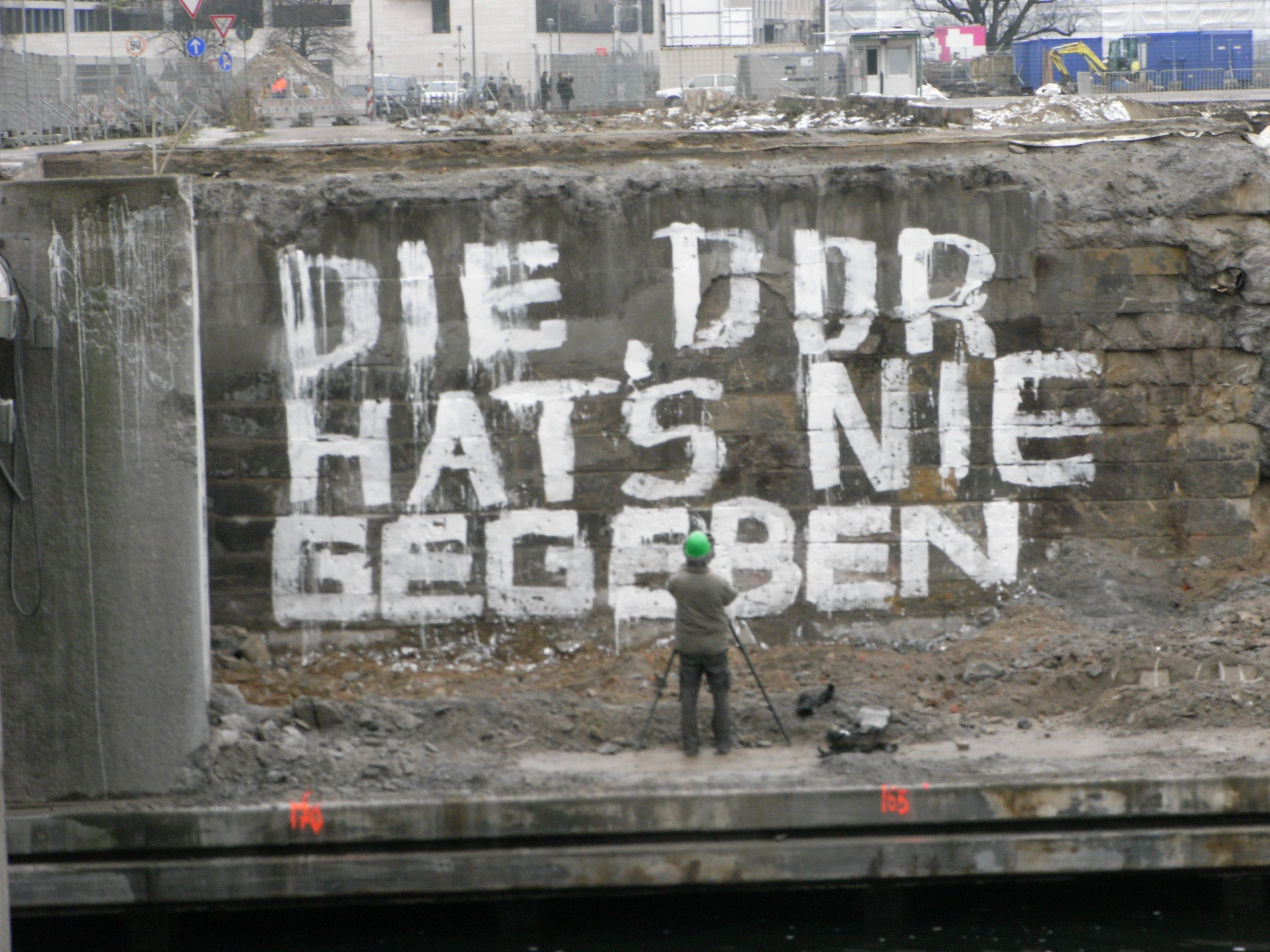
Graffiti am Fundament des abgerissenen Palasts, Oktober 2008
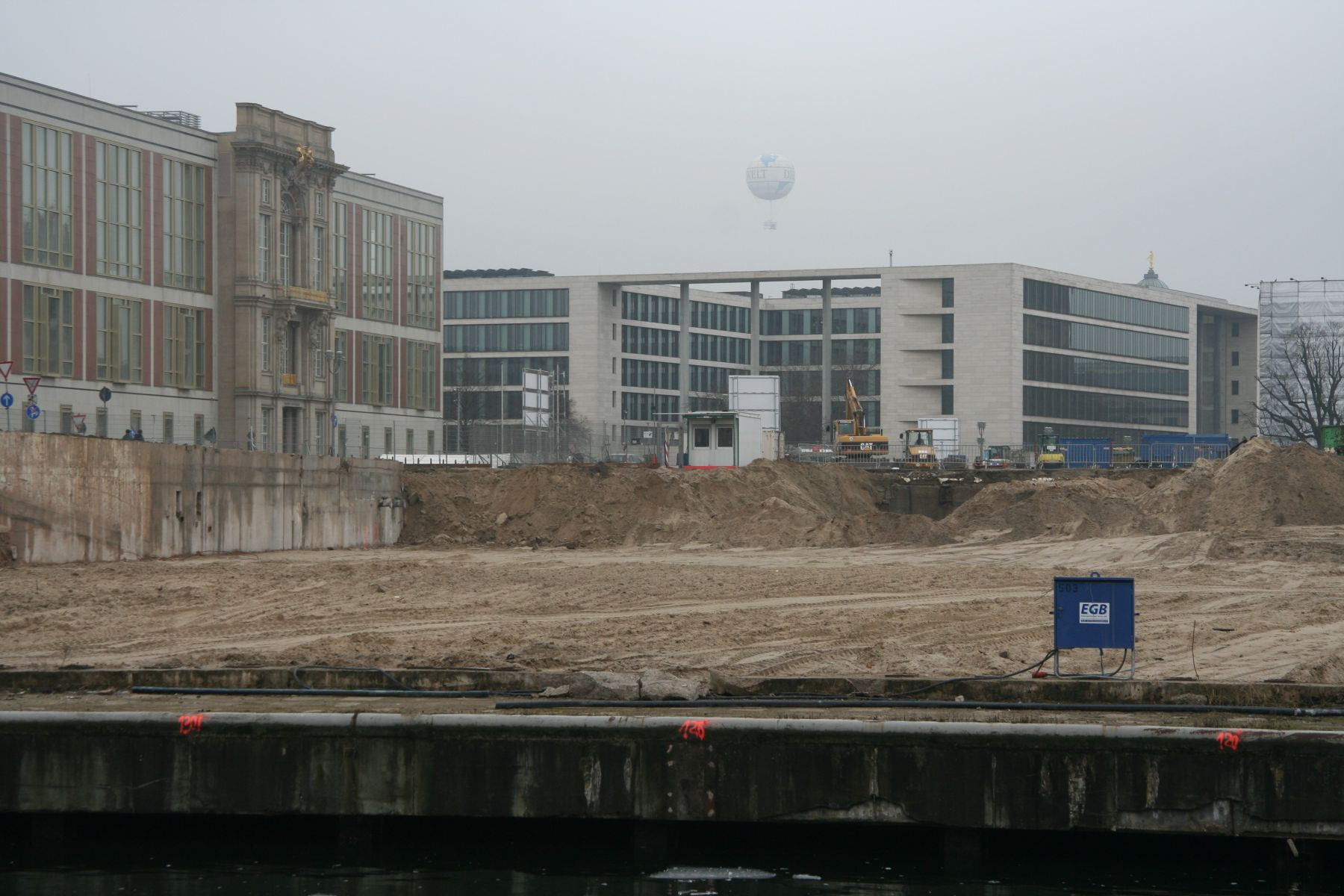
Baugrube, 2009
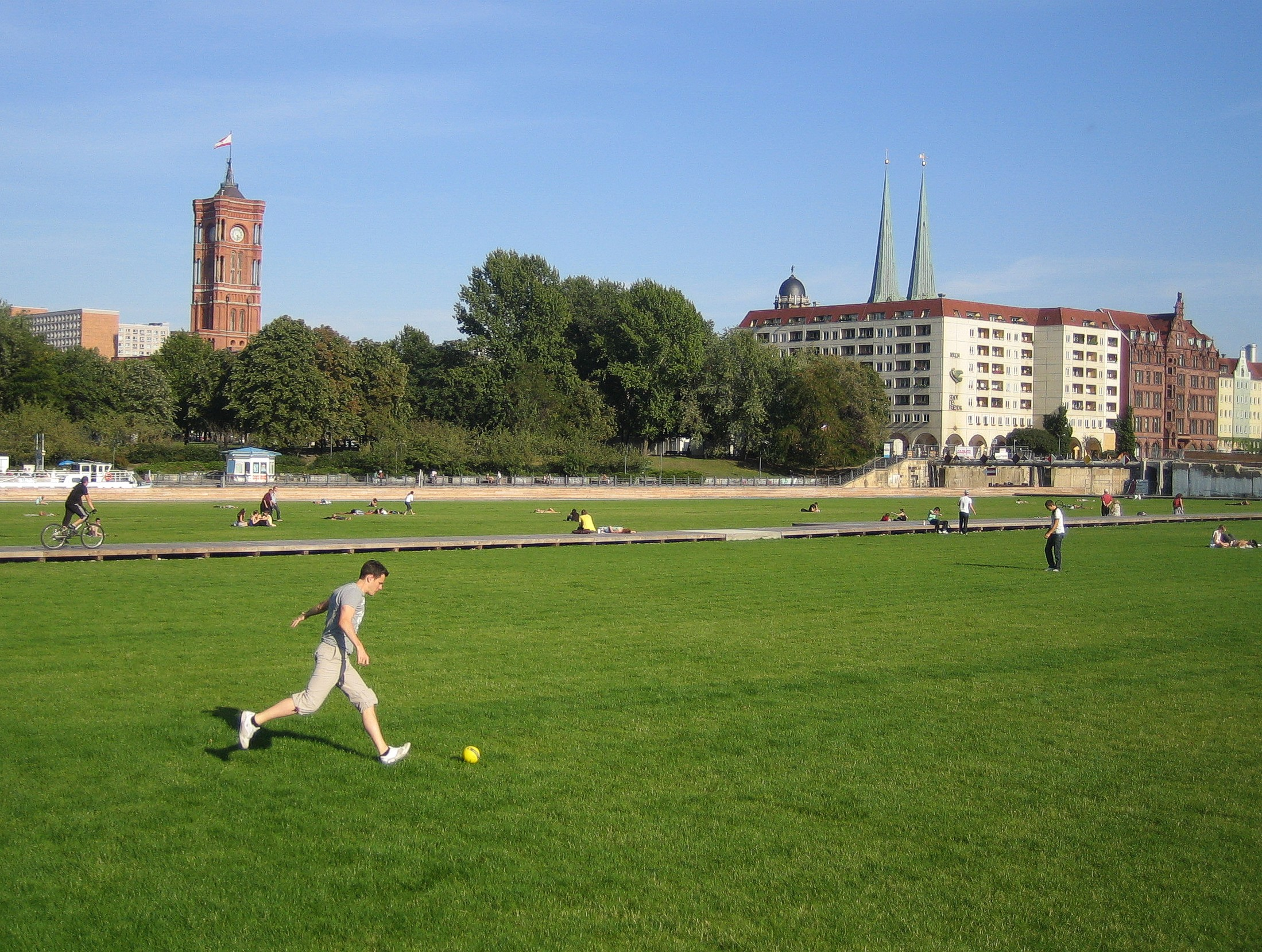
Freifläche nach Ende der Abrissarbeiten, September 2009

### Der Palast der Republik in den Medien
Der Dokumentarfilm Der Hausmeister und sein Palast – ein Berliner Schicksal von Arpad Bondy und Margit Knapp Cazzola aus dem Jahr 1991, begleitet einen Hausmeister des Palastes der Republik nach der Schließung.
Altlastpalast ist ein Dokumentarfilm aus dem Jahr 2006 von Irina Enders. Er zeigt die letzten sechs Monate der Existenz des Palastes der Republik, die Diskussion um den Abriss in Berlin, die Entstehung der Fraktale-Ausstellung zum Thema „Tod“ im Palast und die Debatte zum Schlosswiederaufbau. Er enthält auch die letzten Innen- und Luftaufnahmen vom Palast vor seinem Abriss.
Der Palast war Motiv einer Dauerbriefmarkenserie und mehrfach für Sonderausgaben.

## Spitznamen

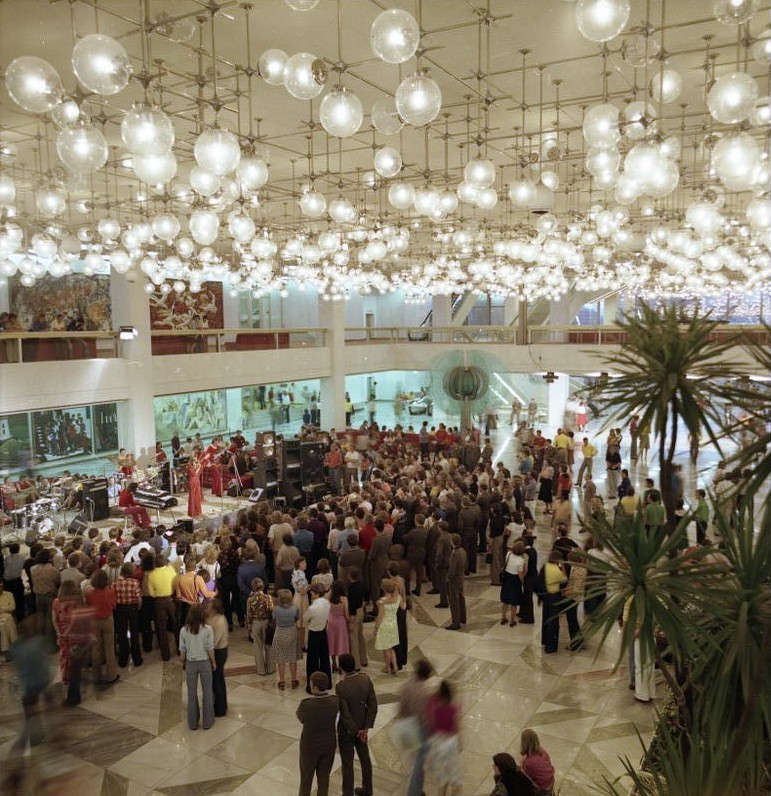
Veranstaltung im Palast, 1976

Für den Palast der Republik gab es im Volksmund verschiedene Bezeichnungen wie „Palazzo Prozzi“ (nach der Wende: „Palazzo Prozzo“) und „EDK: Erichs Datsche am Kanal“. Die beiden Spottnamen „Erichs Lampenladen“ und „Lampenhaus Mitte“ bezogen sich auf die großzügig ausgestattete Beleuchtungsanlage, die das Foyer und Treppenhaus Tag und Nacht beleuchtete, sowie auf den Staatsrats- und Parteivorsitzenden Erich Honecker. Daneben wurde auch auf die Einzelhandelsgeschäfte in Ost-Berlin angespielt, die nach ihrem Angebot und dem jeweiligen Stadtbezirk benannt wurden. Aufgrund seiner Kosten wurde er hinter vorgehaltener Hand auch scherzhaft als „Ballast der Republik“ bezeichnet.